# Slot te Huissen
Het Slot te Huissen of Kasteel te Huissen, ook wel aangeduid als Kleefse burcht (niet te verwarren met de Zwanenburcht in Kleef) was tot 1722 een kasteel in het destijds Kleefse Huissen, nu gelegen in de Gelderse gemeente Lingewaard. Nadat de tolfunctie door de hertog van Kleef werd verplaatst naar Emmerik, raakte het kasteel in verval en werd uiteindelijk gesloopt. Op restanten van de hoofdburcht staat tegenwoordig het Dominicanenklooster. 

## Geschiedenis
Halverwege de 8e eeuw werd begonnen met het opwerpen van een heuvel genaamd de "Hazenberg" als bescherming tegen het water. Rond het jaar 1000 werd op deze heuvel een tufstenen ronde toren (donjon) gebouwd. Daarnaast verrees de voorburcht waarop een tufstenen rechthoekig bouwwerk stond dat men de "Danenburgh", "Dannenberg" of "Danenborgh" noemde. Tussen beide delen lag een gracht. 
Diederik VI van Kleef liet in de 13e eeuw een ommuurd burchtcomplex bouwen op de voorburcht "Danenburgh". Dit gebouw werd in 1616 afgebroken, de tufstenen werden verkocht. Het burchtterrein had een omvang van circa drie hectare. 
Diederik IX van Kleef verleende stadsrechten aan de nederzetting, wat gepaard ging met het verplaatsen van de bewoningskern. Waarschijnlijk dankt Huissen zijn ontstaan aan de tol. Tussen 1310 en 1320 werd een nieuwe stad gebouwd waardoor het kasteel vanaf die tijd ten zuidoosten van de stad lag. Na de verlening van de stadsrechten kreeg Huissen vermoedelijk haar omwalling. De burcht had haar eigen grachten en ringmuur maar was wel onderdeel van de vestingwerken van Huissen. Vanaf eind 16e en begin 17e eeuw groeide de bevolking, waardoor men de kasteelgracht moest dempen. 
In 1656 besloot men de tol te verplaatsen naar Emmerik. Dat bleek een klap voor de economie van Huissen, de gronden waren sinds een grote dijkdoorbraak in de 13e eeuw een onvruchtbare zandvlakte geworden, mede door de kleine IJstijd (die zorgde voor lage kersenoogsten) was de stad niet kapitaalkrachtig genoeg voor het onderhoud van de stadsmuren. Er werd besloten om de stenen van de burcht te gebruiken voor renovatie van de stadsmuren tussen 1722 en 1723. Het kasteel werd verbouwd tot een landhuis en in 1858 werd dit huis (dat gewoonlijk nog "kasteel" genoemd werd) hergebruikt als klooster voor de Paters Dominicanen. De architect Pierre Cuypers ontwierp in 1858 de verbouwing en nieuwbouw in neogotische stijl; hij liet het bestaande huis intact, bouwde er twee vleugels aan en verbond het geheel met de kapel, waardoor een halfopen carré ontstond. 
In het najaar van 1950 werd een, naast de kloosterkerk gelegen, heuvel afgegraven ten behoeve van de bouw van een nieuwe vleugel. Naast Middeleeuwse resten trof men ook Romeinse scherven aan, waarvan het merendeel uit de 4e eeuw. Bij later onderzoek werden de fundamenten van de ronde toren (donjon) onderzocht, deze bleken tot in de vaste grond gefundeerd.

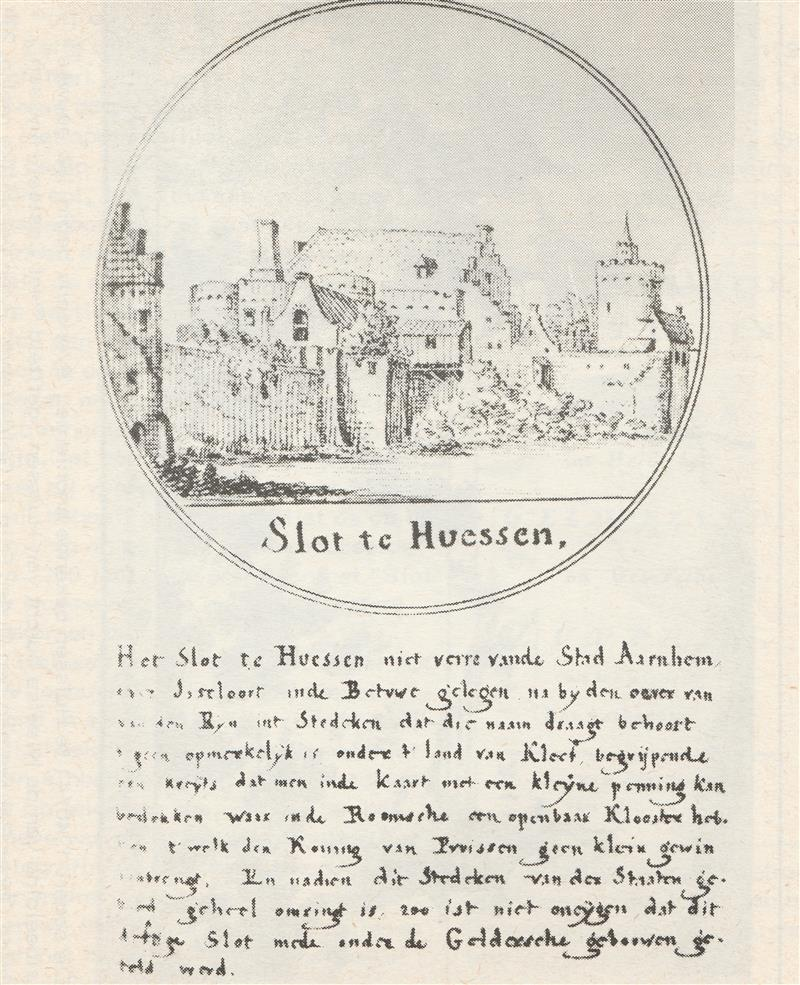
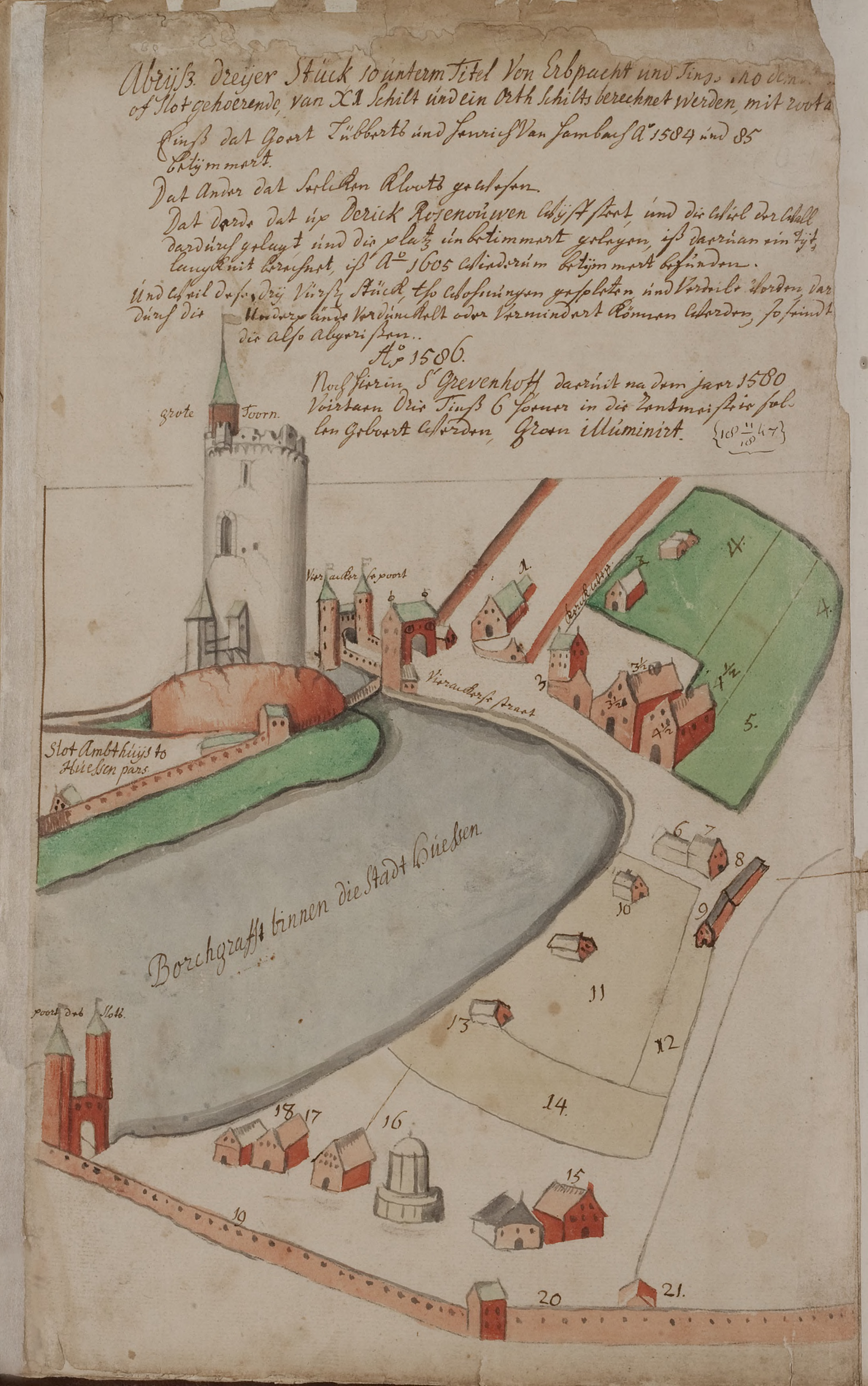
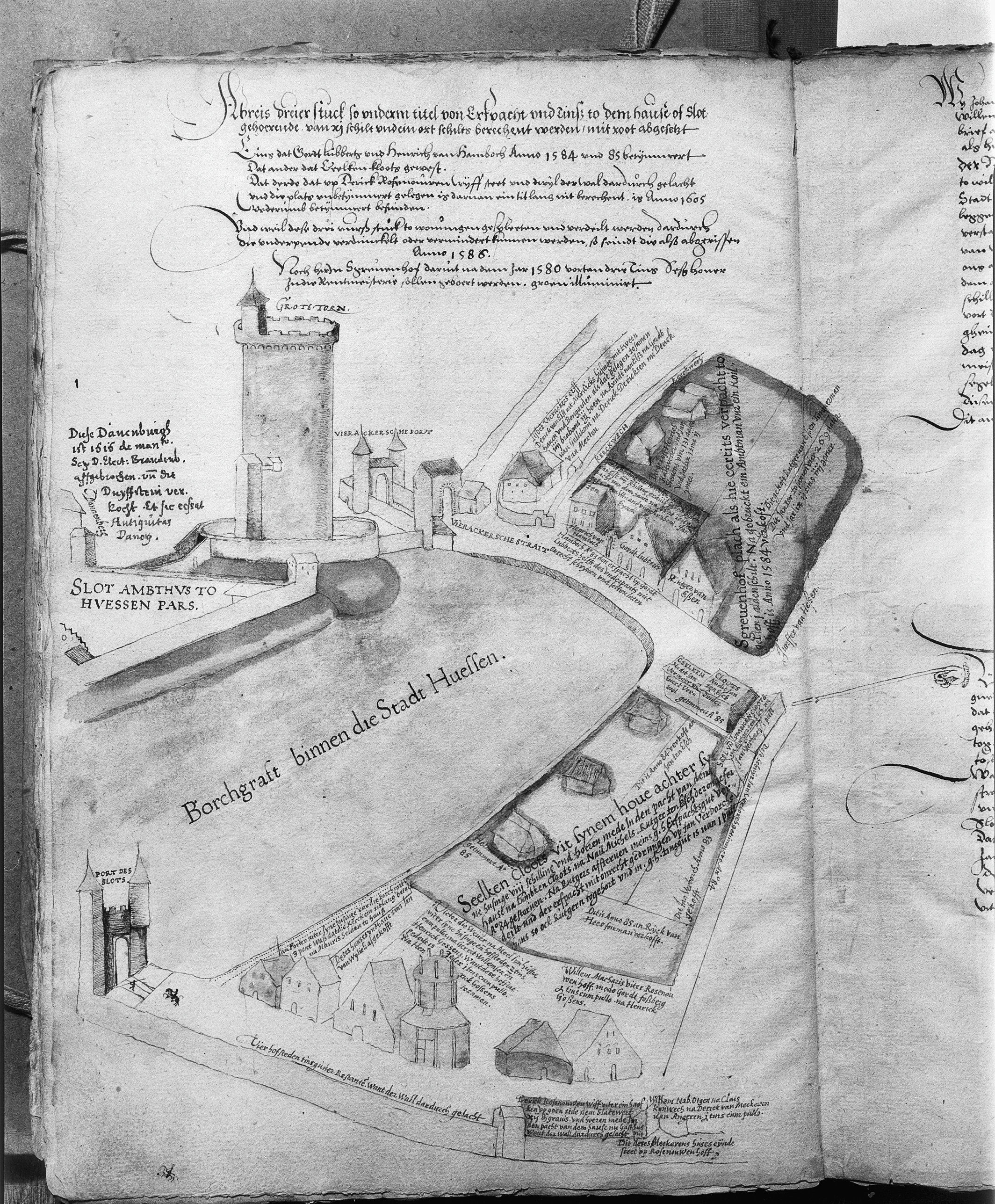
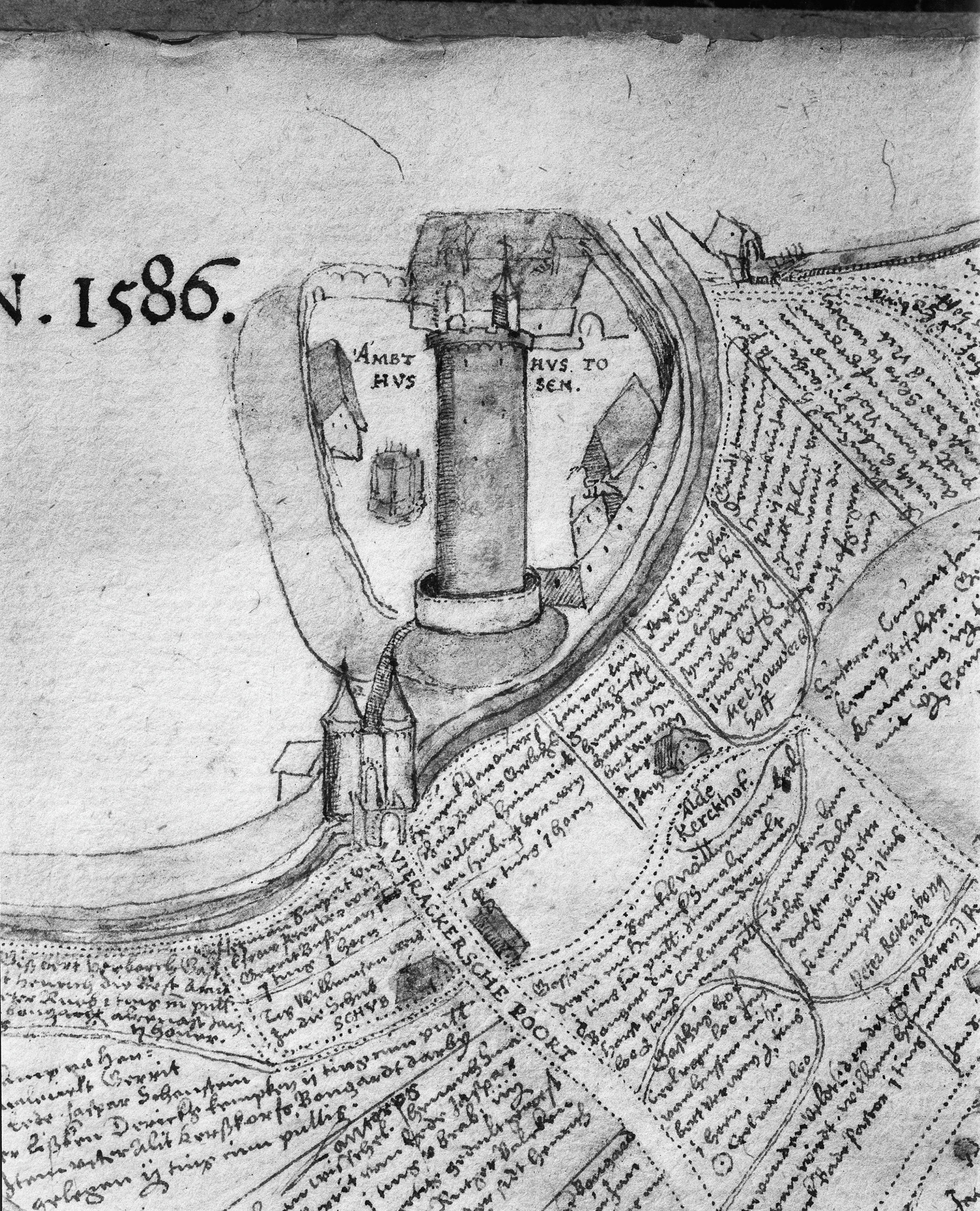

Aalst · Aardenburg · Acquoy · Aerdt · Agistaldaburg · Ahof · Aldenhaag · Aller · Ambe · Ammersoyen · Ampsen · Andelst · Angeroyen · Appelburg · Appelse walburg · Appeltern · Arler · Baak · Babberich · Baer · Baerle · Bakerbosch · Balgoij · Barlham · Batenburg · Beek · Beerenclaauw · Bemmel · Bevervoorde · Bergh · Biljoen · Bingerden · Blankenborg (Laren) · Blankenborg · Blauwe Huis · Blokhuis (Ravenswaaij) · Boelenham · Boetselaersborg · Borculo · Boswaai · Brakel · Den Brakel · Den Bramel · Bredevoort · Broekhuizen · Bronkhorst · Bruchem · Bruinhorst · Brunsberg · Bulkestein · Bunswaard · Burcht van Tiel · Buren · De Buurse · Byland · Byvanck · Caetshage · Camphuysen · De Cannenburch · de Cloese · Coldenhove · Culemborg · Dedinckweerd · Delwijnen · Didam · Diepenbroek · Hof te Dieren · Huis Dijck · Dikke Tinne · Doddendaal · Dodewaard · Doornenburg · Doornik · Doorwerth · Dooyenburg · Dorth · Doseburg · Drakenburg · Dreumel · Druten · Duivelshuis · Eerbeek · De Ehze · Elburg · Eldrik · Emmerik · Engelenburg · Groot Engelenburg · Engelrode · Enghuizen (Hummelo) · Enghuizen (Zevenaar) · Enspijk · De Essenburgh · Essenpas · Est · Fokkinck · Gameren · Geerestein · Geldermalsen · De Gelderse Toren · Geldersweerd · Gellicum · Gendt · Gennepestein · Glindhorst · Goudenstein · ‘s-Grevenhoef · Groot Hell · Groenlo · Groesbeek · Huis te Groesbeek · Grunsfoort · Gulden Spijker · Hackfort · Hackforts Veenhuis · Hagen · Hagevoort · Hamerden · Hanepol · Harreveld · Harslo · Hassink · Het Haveke · Hedel · Heeckeren · De Heegh · Hees · De Heest · Hellouw · Hemmen · Hernen · Motte van Hernen · Heumen · Heusden · Hoekelum · Hoekenburg · De Hoeve · De Hof · Hof d'Ooy · Hof van Arkel · Huis het Holt · Holthuis · Het Holtslag · Ter Horst · Houberg · St. Hubertus · Huissen · Hulhuizen · Hulkestein · Hulsen · Hunneschans bij De Duno · Hunneschans bij Uddel · Jonker Bloo · 't Joppe · De Kamp · Karssenberg · Kemnade · Keppel · Kermestein · Kernhem · Kervel · Kiefskamp · De Kinkelenburg · Klein Enghuizen · Kleverburg · Kortenhoeve · Laag Helbergen · Lakenburg · Landfort · Langen · Latenstein · De Lathmer · Lathum · Ter Lede · Leegpoel · Leemcuyl · Leeuwen · Leeuwenbergh · Lensenburg · Lent · Leur · Leuvenum · Leyenburg · Lichtenvoorde · Lievenstein · Loenen · Loevestein · Loil · Loowaard · Luynhorst · Hof te Maasbommel · Magerhorst · Malburgen · Malderburcht · Malsen · Manhorst · Marhulsen · De Marsch · Marveld · Mathena · Maurik · Medel · Medestein · 't Medler · Meinerswijk · De Mellard · Mensink · Mergelp · Meteren · 't Meyerink · Middachten · Millingen · Mussenberg · Nagelhorst · Nederhagen · Nederhemert · Neerijnen · Huis Neerijnen · De Nesch · Nettelhorst · Nieuwe Blokhuis ·  Nijburg · Nijenbeek · Old Putten · Notenstein · Nye Huis · Olde Spijker · Oldenaller · Oldenhof (Driel) · Oldenhof (Heteren) · De Ooij · Oolde · Oud Oolde · Oosterhout · Ophemert · Opijnen · Oud Ampsen · Oude Blokhuis · Het Oude Loo · Oude Voorst · Oudenborch · Oud-Wisch · Huis te Overasselt · Overeng · Overhagen · Overlaar · 't Oye · Palmestein · De Parck · Persingen · Plekenpol · Ploen · Pluimenburg · Poederoijen · Poelwijck · Poelwijk · De Pol (Dreumel) · Huis de Poll (Huis te Gietelo) · De Poll (Huissen) · Pollenbering · Pollenstein · Puttenstein · Het Raasink · Ravenhorst · De Rees · Ressen · Reuversweerd · Reygersfoort · Rhijnestein · Huis Rijswijk · Rode Toren · Roode Wald · Rosande · Rosendael · Rossum · Rumpt · Ruurlo · Rijsselt · Schadewijk · Schaffelaar · Scherpenzeel · Schoonbroek · Schoonderbeek · Schoonenburg · Schuilenburg · Schuilkerke · Hof te Seelbeek · Sevenaer I · Sevenaer II · Sinderen (Oude IJsselstreek) · Sinderen (Voorst) · Slangenburg · Sleeburg · Slimsijp · De Snor · Soelen · Spaansweerd · Spaldorp · Spijk · Staverden · Sterkenburg · Swanepol · Tarthorst · Teisterbant (Kerk-Avezaath) · Teisterbant (Kerkdriel) · Ter Dicke · Tolhuis · Tolhuis (Tiel) · Tollenburg · Tongerlo · Toren van Wely · Tuil · Ubbergen · Uilenburg (Ewijk) · Uilenburg (Heteren) · Ulenpas · Ulft · Upladen · Valburg · Valkhofburcht · Valkhofpalts · Vanenburg · Varik · Hof te Varsseveld · 't Velde · Velhorst · Verwolde · Vierakker · De Voorst · Voorstonden · Vorden · Vosbergen · Vredenburg · Vredestein (Driel) · Vredestein (Ravenswaaij) · Vuren · Waardenburg · Waddestein · Wadenoijen · Waede · Wageningen · Walfort · 't Waliën · De Wardt · Watergoor · Watermeerwijk · Wayenstein (Huis te Herwijnen) · Well (Huis van Malsen) · Weijenrade · Westenburg · Westerholt · Weurt · De Wiersse · Wijenburg (Echteld) · De Wildenborch · De Wildt · Wilp · Wilperhorst · Winssen · Wisch · Wychen · Wolfswaard · Woolbeek · Yrst · IJzendoorn · Zeeland · Zilveren Spijker · Zuilichem · Zwaluwenburg · Zwanenburg (Heerde) · Zwanenburg (Megchelen)